# Melkerfries
Der Melkerfries ist ein mit Kupfer gerahmter Fries, der bei archäologischen Ausgrabungen im Ninḫursag-Tempel in Tell el-Obed gefunden wurde. Er stammt aus dem späteren Frühdynastikum (etwa erste Hälfte des 25. Jahrhunderts v. Chr.) und befindet sich heute im Irakischen Nationalmuseum in Bagdad.
Auf dem Fries sind rechts zwei Kühe beim Melken zu sehen sowie zwei Kälber mit zugebundenen Mäulern. In der Mitte des Frieses ist eine Schilfhütte dargestellt, aus welcher zwei weitere Kälber heraustreten. Links der Hütte sind Menschen dargestellt, die Milch seihen. Als Aufbewahrungsgefäße für die Milch sind große, spitz zulaufende Gefäße zu erkennen. Die Menschen sind mit Zottenröcken bekleidet, die aus zeremoniellen Szenen bekannt sind. Demnach könnte es sich um eine kultische Darstellung handeln, bei welcher Priester Milch im Dienst der Göttin Ninḫursanga verarbeiten.